# Common Warehouse Metamodel
Le Common Warehouse Metamodel ou CWM est une spécification de l'OMG qui décrit un langage d'échange de métadonnées à travers un entrepôt de données, un système décisionnel, un système d'ingénierie des connaissances (Gestion des connaissances), ou des technologies de portail.
Cette spécification s'appuie sur les mêmes fondements (Core) que les spécifications du métamodèle UML, définies par le standard Meta-Object Facility.